# John Rambo
John J. Rambo é um personagem fictício icônico, central à saga Rambo. Surgiu pela primeira vez no romance "First Blood", de 1982, escrito por David Morrell, porém posteriormente tornou-se mais famoso por sua aparição na série de filmes, em que foi interpretado por Sylvester Stallone. O personagem de Rambo foi considerado um possível candidato para a lista 100 Years...100 Heroes and Villains do American Film Institute.

## História

### Origens
David Morrell diz que a escolha do nome Rambo foi inspirado pela "força do som" no nome das maçãs do gênero Rambo que ele encontrou na Pensilvânia, e ele sentiu que a pronúncia de Rambo era semelhante ao nome do poeta Arthur Rimbaud, autor do clássico Uma Estadia no Inferno, que lhe parecia "uma metáfora para o prisioneiro de guerra, cujas experiências ele imaginava que Rambo havia sofrido."

### Prêmios
No filme Rambo First Blood I é mencionada:
- 1 Medalha de Honra.

Por diálogo em Rambo: First Blood Part II, durante o seu serviço no Vietnã, Rambo recebeu:
- 2 Estrelas de Prata
- 4 Bronze Estrelas de Valor
- 4 Coração Purpura ("Purple Heart")
- 1 Distinguished Service Cross
- 1 Medalha de Honra

Em uma cena não usada de Rambo III, Rambo é "Classe A" — o uniforme pode ser claramente visto com as seguintes 13 faixas:
- Medal of Honor - Premiado em duas e recusa a outra
- Army Distinguished Service Medal
- Distinguished Flying Cross
- Soldier's Medal
- Bronze Star
- Purple Heart
- Air Medal
- Combat Action Ribbon - Este prêmio é, na realidade, para a marinha americana, a Guarda Costeira e Fuzileiros Navais, de modo que este poderia ser um erro por parte dos realizadores de Rambo ou poderia ter sido atribuído a uma operação em conjunto.
- Vietnam Service Medal
- Prisoner of War Medal
- Army Service Ribbon
- Vietnam Wound Medal
- Vietnam Campaign Medal

## Sobrenome Rambo no Brasil
No Brasil o sobrenome Rambo está fortemente associado à cultura regional teutobrasileira e interligado com a escrita do dialeto alemão riograndense Riograndenser Hunsrückisch. 
O padre Balduíno Rambo foi um dos mais notáveis e prolíficos produtores de textos neste regionalismo linguístico brasileiro, conforme explicitado em Fundamentos para uma escrita do Hunsrückisch falado no Brasil por Cléo V. Altenhofen, Jaqueline Frey, Maria L. Käfer, Mário klassmann, Gerson R. Neuman, e Karen Pupp Spinassé.